# 姜治莹
姜治莹（1961年3月—），男，汉族，吉林敦化人，中华人民共和国政治人物。中共党员。吉林大学哲学社会学院马克思主义专业毕业。第十二届全国人民代表大会吉林地区代表。

## 生平
1984年7月参加工作，历任吉林大学党委宣传部部长、校团委书记，长春市广电局副局长，中共长春市委宣传部副部长，长春市广电局局长、党委书记，中共长春市双阳区委书记（副厅级），长春市副市长（正厅级），中共长春市委常委、双阳区委书记，中共长春市委常委、秘书长、市直机关党工委书记等职。2009年5月，转任中共白城市委书记。2012年1月，转任中共长春市委副书记；同年3月，当选长春市市长。2016年6月，升任中共吉林省委常委、统战部部长。2017年5月转任省委政法委书记。2017年6月底，任中共延边州委书记。 2020年3月，调任吉林大学党委书记，2025年3月卸任。

### 处分
2013年6月3日，位于吉林省长春市德惠市的吉林宝源丰禽业有限公司主厂房发生特别重大火灾爆炸事故，共造成121人死亡、76人受伤，直接经济损失1.82亿元。对此负间接领导责任的中共长春市委副书记、市长姜治莹被记大过处分。
2018年8月16日，长春长生疫苗丑闻曝光后，曾担任长春市委副书记、市长的姜治莹再次被要求作出深刻检查。